# 扁吻掛帆鱚
扁吻掛帆鱚（学名：Bembrops platyrhynchus），又名扁吻鯒狀魚、鴨嘴鱚，为鴨嘴鱚科鯒狀魚屬下的一个种。